# 100 mm зенитно оръдие Тип 98
100 mm зенитно оръдие Тип 98 e корабно зенитно оръдие с калибър 100 mm от времето на Втората световна война. Обозначението е свързано с годината на приемане на въоръжение (1938 година след Христа, съответстваща на 2598 година от възкачването на престола на императора Джиму).

## История на създаването
Разработката на 100 mm зенитно оръдие започва в Япония в средата на 1930-те години едновременно с началото на проектирането на разрушителя за ПВО. Наличните оръдия 127 mm/40 Тип 89 и 127 mm/50 Тип 3 не удовлетворяват поставяните изисквания – първото поради прекалено малката досегаемост по височина, второто заради недостатъчна скорострелност и скорост на насочване.
Японците успяват да създадат оръдие с много добра балистика, жертвайки за това живучестта на ствола (едва 350 изстрела против 1500 при Тип 89). Закритата артустановка с две такива оръдия е приета на въоръжение през 1938 г. под названието Тип 98 модел А, серийните ѝ екземпляри се поставят на разрушителите от типа „Акидзуки“.
За големите кораби е разработена полуоткритата установка Тип 98, модел А, модел 1, но тя се използва само на крайцера „Ойодо“ и самолетоносача „Тайхо“.

## Бойно използване
Благодарение на Тип 98 разрушителите от типа „Акидзуки“ се оказват много добре защитени от атаки по въздуха (два кораба от този тип оцеляват в хода на Операцията Тен-Го под ударите на палубната авиация на 11 самолетоносача), но както поради своята малобройност (само за кратък период от юли до ноември 1944 г. броя им достига 6, а обикновено не надвишава 4), така и поради моралното им остаряване (в Япония така и не успяват да създадат снаряди с радиовзриватели и пълноценни РЛС, позволяващи да се управлява артогъня, за разлика от американците) нямат значително влияние върху хода на войната в Тихия океан.
Ролята на големите кораби с тези зенитни оръдия е още по-малка, тъй като „Тайхо“ загива в първия си боен поход, а „Ойодо“ така и не се използва пълноценно до края на войната.
През 1945 г. част от предназначените за недостроените кораби артустановки Тип 98 са поставени на сушата, като в тези условия са единствените японски зенитни оръдия, въобще способни да достигнат летящите на голяма височина американски стратегически бомбардировачи.

## Оръдието във флота
Разрушители тип „Акидзуки“ – 4 артустановки Тип 98 мод. А (8 оръдия)
Лек крайцер „Ойодо“ – 4 артустановки Тип 98 мод. А мод.1 (8 оръдия)
Ударен самолетоносач „Тайхо“ – 6 артустановки Тип 98 мод. А мод.1 (12 оръдия)
Втората двойка линкори от типа „Ямато“ трябва да носят десет установки Тип 98 мод. А мод.1 (20 оръдия), но след Мидуей е решено да се дострои „Шинано“ като самолетоносач (със среднокалибрена ПВО от оръдия Тип 89), а намиращия се в по-малка степен на готовност кораб със заводски номер 111 да се разкомплектова на стапела.
Също така цяла поредица от кораби трябва да носи тези зенитни оръдия, но те дори не са залагани: разрушителите от типа „Китакадзе“ (последващо развитие на „Акидзуки“), серийните крайцери от типа „Ойодо“ и самолетоносачите от типа „Тайхо“, линейните крайцери тип B-65.

## Боеприпаси
Основен за това оръдие е унитарен изстрел с тегло 28 kg, включващ 13 kg осколочно-фугасен снаряд и 15 kg заряд. Освен него има само учебни боеприпаси, бронебойни, шрапнелни и гмуркащи снаряди за тази система не са създавани.

## Аналози
САЩ 127 mm/38 Mk.12
 СССР 100 mm/56 Б-34
 Великобритания QF 4 inch Mk XVI naval gun
 Великобритания 114 mm/45 QF Mk.II
 Германия 105 mm/63,3 SK C/33
 Франция 100 mm/45 Model 1930